# Hrušky (ort i Tjeckien, lat 48,79, long 16,97)
Hrušky är en ort i Tjeckien.   Den ligger i regionen Södra Mähren, i den sydöstra delen av landet, 240 km sydost om huvudstaden Prag. Hrušky ligger 172 meter över havet och antalet invånare är 1 409.
Terrängen runt Hrušky är platt, och sluttar söderut.Runt Hrušky är det ganska tätbefolkat, med 90 invånare per kvadratkilometer. Närmaste större samhälle är Břeclav, 7,7 km sydväst om Hrušky. Omgivningarna runt Hrušky är en mosaik av jordbruksmark och naturlig växtlighet.